# 타이라 토미
타이라 토미(Tomi Taira, 1928년 11월 5일 ~ 2015년 12월 6일)는 일본의 배우, 영화배우이다.
나하시에서 태어났으며 나하시에서 사망하였다.

## 방송
- 츠루카메 조산원 ~남쪽섬으로부터~
- 템페스트
- 초밥왕자!
- 사랑에 빠져봐

## 영화
- 츠루카메 조산원 ~남쪽섬으로부터~ (2012년) - 타에 역
- 은막판 초밥 왕자! - 뉴욕에 가다 (2008년)
- 눈물이 주룩주룩 (2006년)
- 호텔 하이비스커스 (2002년)
- 할머니의 사랑 (1999년) - 아가리킨조 나비 역
- 트라디셔널 오브 씨, 스카이 엔드 코랄 (1992년)
- 파인애플 투어즈 (1992년)